# Onthophagus nongkaiensis
Onthophagus nongkaiensis är en skalbaggsart som beskrevs av Masumoto, Ochi och Hanboonsong 2002. Onthophagus nongkaiensis ingår i släktet Onthophagus och familjen bladhorningar. Inga underarter finns listade i Catalogue of Life.